# Тупичівський парк
Тупи́чівський парк — парк-пам'ятка садово-паркового мистецтва місцевого значення в Україні. Розташований у межах Городнянського району Чернігівської області, на південь від центральної частини села Тупичів.
Площа 3 га. Статус присвоєно згідно з рішенням Чернігівського облвиконкому від 04.12.1978 року № 529; від 27.12.1984 року № 454; від 28.08.1989 року № 164. Перебуває у віданні: Тупичівська сільська рада.
Статус присвоєно для збереження давнього поміщицького парку, в якому зростають вікові дерева, переважно липа. Загалом у парку росте 120 видів дерев, серед яких: клен гостролистий, дуб звичайний, ясен американський, ясен ланцетний тощо. Окрасою парку є липова алея.